# Ilex mitis
Espèce
Classification phylogénétique
Ilex mitis est une espèce végétale de la famille des Aquifoliaceae.

## Distribution
On le trouve généralement sur les berges des rivières et dans les endroits humides de la forêt afro-montagnarde.